# Aridelus rufotestaceus
Aridelus rufotestaceus  (лат.) — вид паразитических наездников из рода Aridelus семейства браконид. Присутствует в Новой Зеландии, также в 1998 обнаруживался в Италии.

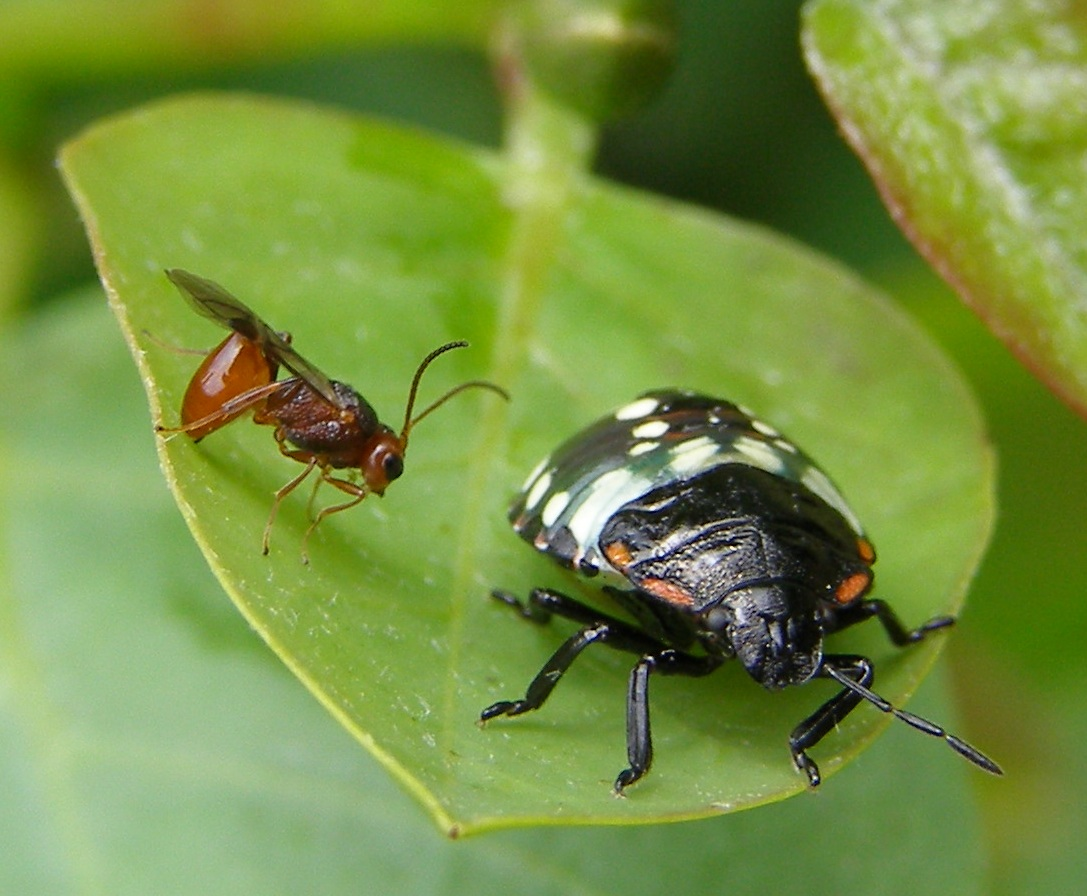
Aridelus rufotestaceus скоро атакует незару зелёную

## Описание
Длина тела 4,8 мм; длина переднего крыла 3,5 мм. Ширина головы при виде сверху в 2,1 раза больше ее длины; длина первого флагелломера в 1.5 раза больше длины второго флагелломера; длина первого и предпоследнего флагелломеров в 4.5 и 0.8 раза больше их ширины соответственно; срединный лобный киль слабо развит и несколько затемнен точками; темя густо пунктировано; глазковое расстояние в 4.5 раза больше диаметра глазка; затылочный киль дорсально хорошо развит; длина глаза сверху в 1.6 раза больше длины виска; лицо и наличник густо и грубо пунктированы; интертенториальная линия в 1.6 раза длиннее десятиториально-глазной линии; малярное пространство в 0,33 раза больше высоты глаза. Длина мезосомы в 1.8 раз больче своей ширины при взгляде сверху, мезосома аркообразная..
Длина птеростигмы в 2 раза больше ширины посередине, передний край крыла отчетливо закруглен и значительно выступает за передний край крыла, ограниченный жилкой C+SC+R; длина маргинальной ячейки в 0.85 раза больше длины птеростигмы; жилка r почти перпендикулярна птеростигме и в 2.5 раза длиннее жилки 3RSa, дорсально окаймляющей вторую субмаргинальную ячейку; жилка 3RSb в основании почти прямая, затем изгибается к краю крыла на вершине; жилка m-cu слегка антефуркальна по отношению к жилке 2RS, с очень коротким сегментом жилки (RS+M)b.
Метасома совершенно гладкая и как будто отполированная; длина первого сегмента метасомы в 7.0 раз больше его ширины у дыхалец; брюшко за стебельком в 2.7 раза длиннее ширины, если смотреть сверху; яйцеклад очень короткий.
Голова, усики в основании, боковые края переднеспинки, ноги и брюшко оранжево-коричневые; мандибула на вершине, глазковый треугольник, остаток мезосомы и яйцеклад чёрный; жилкование крыльев коричневое, мембрана прозрачная или слегка затемнена посередине.
Положение тела в момент смерти различается: сквозь более темную черную пигментацию проступает угольно-коричневый цвет. Помимо генитальных различий, самец очень похож по форме, но гораздо светлее по цвету, кажется в основном оранжевым, даже над мезосомой, где чёрная пигментация ограничивается дымчатой пигментацией по краям ареоляции.

## Личинки
Яйцо алецитальное (без видимого желтка), овальное, с четким хорионом, сквозь который видны белый зародыш и развивающийся трофамний. Развивающийся зародыш имеет крупную овальную головную капсулу, за которой следуют 12 подобных недифференцированных сегментов тела. Грудные сегменты заметно не отличаются от брюшных. Трофамнион образует под зародышем большую массу губчатых белых тератоцитов, покрывающих зародыш сзади. Зрелый эмбрион имеет толстую круглую головную капсулу без следов глаз или антенн, глубокие передние тенториальные ямки, длинные серповидные нижние челюсти, простое ротовое отверстие, 11 недифференцированных сходных сегментов тела и 12-й сегмент, более длинный, несущий анус вентрально, и длинный сужающийся каудально придаток. Личинка первого возраста хвостообразной формы, похожа на зрелый зародыш с толстой округлой головной капсулой без следов глаз и антенн, глубокими передними тенториальными ямками, длинными серповидными мандибулами, простым ротовым отверстием, 11 недифференцированными сходными сегментами и 12 сегмент, более длинный, несущий анус вентрально, и длинный сужающийся хвостовой придаток, густо покрытый короткими, толстыми, гибкими щетинками. Первый возраст имеет апнейстическую дыхательную систему, без видимых дыхалец. Тело становится намного толще по мере того, как молодая личинка питается и растет. Личинка второго возраста становится гименоптериформной и остается апнейстической. Склеротизованная головная капсула значительно меньше, с короткими мандибулами и по мере роста личинки покрывается мясистым первым грудным сегментом. Личинка второго возраста желтовато-белая с недифференцированными сегментами, менее отчетливая, чем в первом возрасте, и длина в 5 раз тела личинки второго возраста больше чем ширина. Хвостовой придаток утрачен.
Личинка третьего и последнего возраста также гименоптериформная и апнейстическая, но более толстая. Тело сужается на обоих концах и утолщается посередине, в последнем возрасте длина личинки примерно в 3 раза превышает ширину. Перед превращением в куколку, взрослая личинка делает кокон.

## Биология

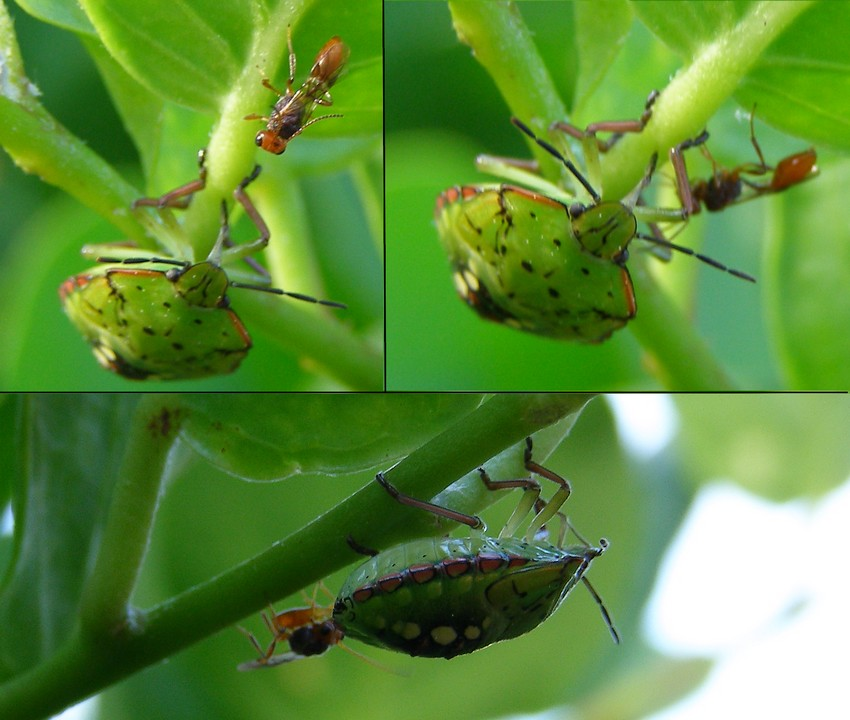
Как нападает на клопа

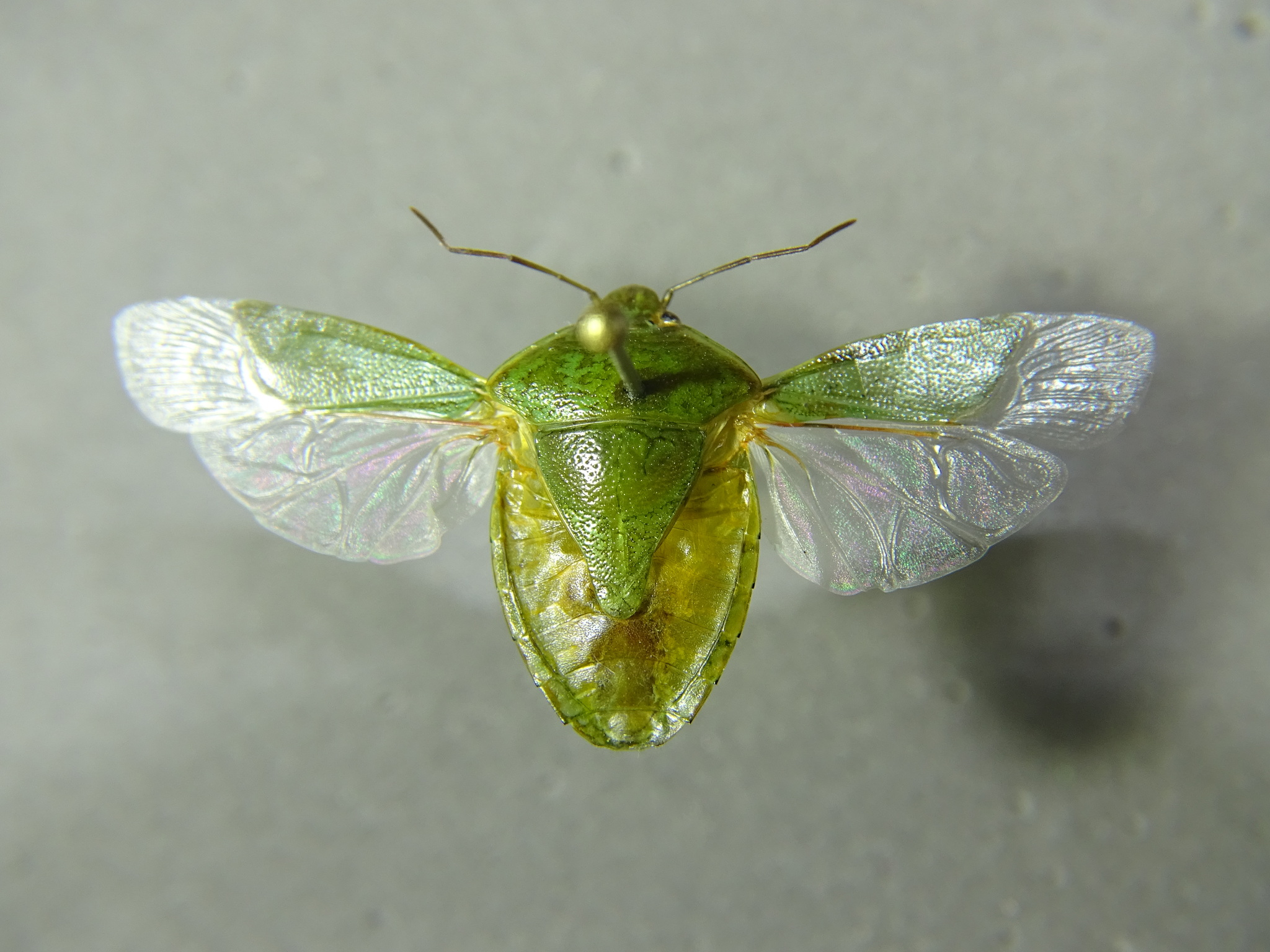
Glaucias amyoti является одной из жертв A. rufotestaceus

До 2001 года не было известно, на кого нападает A. rufotestaceus, но в этом же году и оказалось, что одной из жертв A. rufotestaceus является клоп Незара зелёная. В 2016, была выявлена ещё одна жертва A. rufotestaceus — G. amyoti.
Самка A. rufotestaceus обычно некоторое время следует за потенциальной жертвой, прежде чем отложить яйца. Яйца могут быть как в тылу, так и перед добычей. В основном было зарегистрировано, что личинки паразитируют на молодых особях клопов, но личинки могут также паразитировать и на взрослых клопах. Когда самка хочет отложить яйцо в молодую или взрослую особь клопа, ее брюшко выдвигается вперед под тораксом и выходит далеко за голову в клопа. Заостренный кончик яйцеклада проникает в клопа и отладывает яйцо. Самка также может откладывать химическое вещество, указывающее на то, что яйца уже были отложены.
A. rufotestaceus обеспевает дополнительный биологический контроль над незарой зелёной. Ранее паразитоид Trissolcus basalis был выпущен и прижился в Новой Зеландии. Дополнительную помощь в борьбе со вредителем незарой зелёной оказывет и A. rufotestaceus. Хотя преимущества A. rufotestaceus для борьбы с незарой зелёной известны с 2001 года, маловероятно, что он был преднамеренно выпущен в Новую Зеландию. Это связано с тем, что предварительное тестирование в карантине показало бы, что он может паразитировать как минимум на одном местном виде клопов.
А. rufotestaceus был впервые обнаружен в октябре 1998 г. недалеко от региона Умбрия в Перудже, Италия (уровень паразитизма 4,3%). Летом 1999 г. паразитоид был обнаружен в районе Лацио (уровень паразитизма 21,7%) и на Сицилии (уровень паразитизма 12,5%). Зрелое яйцо обычно лимоновидной формы с ножкой. Когда из яйца вылупляется личинка первого возраста, тератоциты диссоциируют в гемолимфу и увеличиваются в размерах. В лабораторных условиях период от откладывания яиц до выхода личинки составил плюс-минус 2,77 дня. Зрелая личинка выходит из хозяина через отверстие в межсегментарной перепонке между последним и предпоследним сегментами, уползает и плетет овальный белый шелковый кокон. После появления личинки паразитоида хозяин может прожить несколько дней (хотя явно не в здоровом состоянии). Взрослые особи вышли из кокона через 22,27 плюс-минус 1,45 дня. Средняя продолжительность жизни взрослых особей составляла 212,08 плюс-минус 8,18 дней с диапазоном от 6 до 43 дней. Размножение партеногенное (телиотоковое, иногда дейтеротоковое). В лаборатории было получено только 3 самца на 200 самок. Перед откладкой яиц самки подходят к потенциальным хозяевам пешком и осматривают их как визуально, так и с помощью антенн. Яйцекладка обычно очень быстрая, длится не более нескольких секунд, в течение которых самка быстро приближается к хозяину пешком, отбрасывает усики, изгибает метасому под мезосомой, одновременно выдвигая яйцеклад и телескопируя задние сегменты метасомы. Яйца внедряются в шейную область между головой и тораксом или в межсегментарные области задней брюшной области хозяина. От хозяев, собранных в полевых условиях, и от хозяев, заражённых в лаборатории, вскрывали лишние яйца личинок, но во всех случаях на одного хозяина развивалась только одна личинка. В лаборатории A. rufotestaceus удалось паразитировать на личинках-хозяевах клопов 2-го, 3-го и 4-го возрастов, а также на взрослых особях. Младшие возраста были более подходящими для паразитоидного развития: 95% 3-го возраста паразитировали и 85,7% 2-го возраста паразитировали, что позволяло полностью паразитоидному развитию. Самая высокая смертность, зарегистрированная для паразитированных взрослых особей клопов, составила 80,0%.

### Хищники
Пока неизвестно, кто охотится на A. rufotestaceus, но предполагается, что на них охотятся пауки, птицы и хищные насекомые.